# Brooks (Georgia)
Brooks – miasto w Stanach Zjednoczonych, w stanie Georgia, w hrabstwie Fayette.